# Louis du Pont
Pour les articles homonymes, voir Louis Dupont et Dupont.
Le vénérable Louis du Pont, parfois orthographié Louis Dupont (en espagnol : Luis de La Puente), né le 11 novembre 1554 à Valladolid (Espagne) où il meurt le 16 février 1624, est un prêtre jésuite espagnol, théologien et écrivain spirituel de renom. Quelque temps après sa mort, la cause de sa béatification est introduite à Rome.

## Biographie

### Théologien et directeur spirituel
Né à Valladolid le 11 novembre 1554, Luis entre au noviciat des Jésuites le 2 décembre 1574 à Medina del Campo (Valladolid). Luis avait auparavant suivi durant deux ans des cours de théologie chez les Dominicains durant lesquels il avait aussi suivi les cours du jeune professeur jésuite Francisco Suarez, au collège Saint-Ambroise. C’est ce qui le décida à entrer dans la Compagnie de Jésus, plutôt que chez les Dominicains.
Au cours de sa formation religieuse il continue à étudier sous la direction du même Francisco Suarez qui est également son directeur spirituel. Luis se porte volontaire pour la mission du Japon. Son souhait ne sera pas réalisé.
Après son Troisième An fait sous la direction de Baltasar Alvarez (1579-1580) Luis de la Puente enseigne la philosophie à Salamanque. Il est ordonné prêtre le 19 mars 1580. Pour des raisons de santé l’enseignement ne lui convient pas. Après deux ans à Salamanque de la Puente sera engagé - jusqu’en 1608 - dans le travail de formation des jeunes jésuites. Ce sera, à diverses époques, mais toujours dans les environs de Valladolid, comme directeur du Troisième An (1585-1590), maître des novices (1590-1593), recteur de scolasticat (1594-1598), et surtout directeur spirituel, partout où il est nommé. Il guide Marina de Escobar, fondatrice des religieuses Brigittines espagnoles. Il est encore admoniteur ou préfet des études. Durant la même période il intervient dans les débats de la célèbre commission De Auxiliis.
En 1599 de la Puente se met au service des victimes de la peste qui ravage la région de Villagarcia.
À partir de 1602 sa santé de plus en plus délicate réduit encore ses activités mais il est quand même choisi par le Supérieur Général, Claudio Acquaviva, pour être le visiteur canonique de deux collèges différents (1598-1599 et 1607-1608). Luis de la Puente meurt le 16 février 1624, à Valladolid.

### Écrivain influent
Ce qui lui reste de temps libre, et surtout après 1602, est presque exclusivement consacré à la direction spirituelle et à la composition de ses œuvres. Bien que souffrant beaucoup et perclus de maux divers il se donne entièrement à ce travail d’écriture, y voyant un moyen de répandre la lumière que Dieu lui donnait.
- En 1605 est publiée à Valladolid son œuvre la mieux connue, celle qui lui donne une place dans l’histoire de la spiritualité chrétienne : Meditaciones de los misterios de nuestra santa fe (‘Méditations des mystères de notre sainte foi’) qui est un peu un compendium de toute la théologie chrétienne. Prises ensemble, les rééditions, traductions en langues étrangères (dont l’arabe et le chinois) et abrégés divers dépassent les 400 impressions qui ont nourri la vie de prière des chrétiens. L’introduction du livre est comme un petit traité sur la prière, qui est très apprécié.
- En 1609, Luis de la Puente publie un ‘Guide spirituel (Guía espiritual) qui est un traité complet sur les voies de l’Esprit dans l’âme de l’homme. La vie intérieure repose sur deux piliers : la prière et la mortification. Le livre arrive sur le marché comme un antidote aux courants quiétistes de  l’époque. Il est également traduit en plusieurs langues : quatre éditions latines, douze éditions françaises, et d’autres en italien, allemand, anglais, néerlandais.
- Entre 1612 et 1616, sortent de presse quatre volumes du ‘Traité de la perfection du chrétien’ (Tratado de la perfección en todos los estados de la vida del cristiano) œuvre monumentale et pionnière dans le domaine de la théologie de la vie chrétienne. La perfection peut se vivre dans n’importe quel état de vie  chrétienne, aussi bien laïque (gouvernant, militaires, vie de mariage, veuvage, etc,)  que dans l’état religieux de ceux qui suivent les conseils évangéliques : religieux, prêtres et prélats. La traduction française sortit presque simultanément à l’édition espagnole.
- Dans l’entretemps est publié à Madrid, en 1615, une ‘vie du père Baltazar Alvarez’. L’auteur le propose comme modèle concret de vie où l’Esprit de Dieu est maître, et peut s’épanouir. Ce livre, le plus souvent lu de Luis de la Puente - après ses ‘Méditations’ - eut une grande influence, entre autres sur le père Louis Lallemant.

## Vénération et souvenir
- Luis de la Puente est un des écrivains spirituels les plus célèbres de la Compagnie de Jésus et a contribué, à peine un demi-siècle après la fondation de l’ordre religieux, à la formation d'une spiritualité ignacienne distincte.
- De plus son langage classique et élégant lui mérita d’être choisi par l’Académie royale d'Espagne comme autorité de référence pour la confection du premier dictionnaire de langue castillane (1726).
- Saint François de Sales qui recommande fréquemment à ses dirigés la lecture des œuvres de la Puente le cite toujours sous son nom francisé de 'Louis Dupont'.
- Son procès en béatification est ouvert durant le XVIIe siècle. Ses écrits sont approuvés en 1714 et, en 1759, l’héroïcité de ses vertus’ est reconnue par le pape Clément XIII. Luis de la Puente est ‘Vénérable’. Cependant l’expulsion des jésuites d’Espagne (1767) suivie quelques années plus tard de la suppression universelle de la Compagnie de Jésus interrompirent la procédure de béatification, qui ne fut jamais reprise.

## Écrits
- Meditaciones (Valladolid 1605). En français: Sujets d'oraison pour tous les jours de l'année, d'après les méditations (traduction par Raoul Plus, 1939)
- Guía espiritual (Valladolid, 1609). En français: La guide spirituelle (traduction de R.Gaultier, 1613)
- De la perfección del cristiano en todos sus estados, 4 vol. (Valladolid, 1612-1616).
- Vida del P. Baltasar Álvarez (Madrid, 1615). En français: Vie du P. Balthasar Alvarez, de la Compagnie de Jésus, (traduction par  J.-B. Couderc, 1912)
- Expositio moralis et mystica in Canticum Canticorum (Colonia, 1622).
- Vida maravillosa de la Ve. virgen Doña Marina de Escobar (Valladolid, 1665).
- Sentimientos y avisos espirituales (Valladolid, 1935).
- L'Eucharistie sous ses divers aspects (sous le nom de Louis Dupont), 1926
- Escritos varios inéditos, ed. C.Mª Abad, MisCom (1953) 3-117.